# Wilhelm Erb

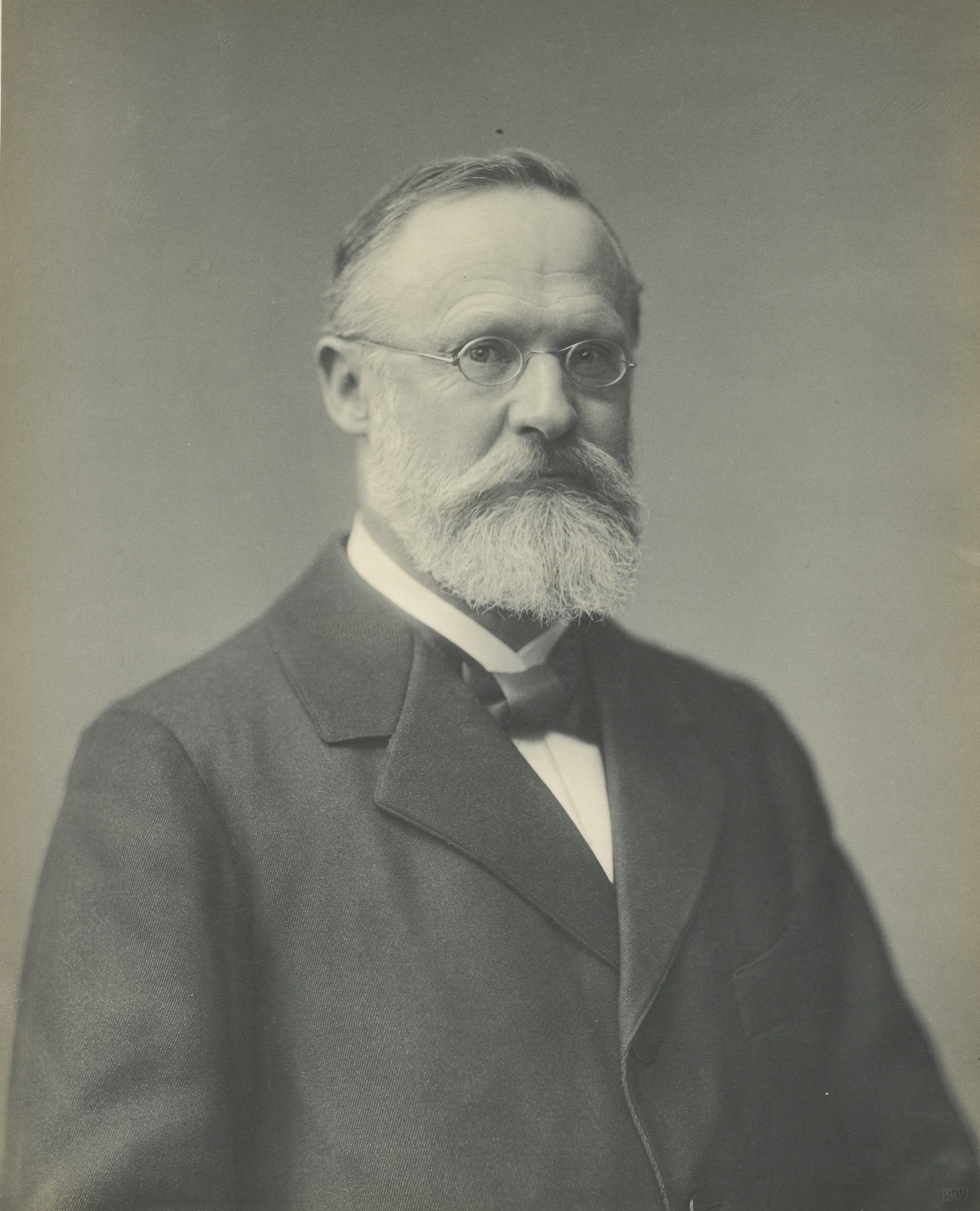
Wilhelm Erb, 1897

Wilhelm Heinrich Erb (* 30. November 1840 in Winnweiler in der Pfalz; † 29. Oktober 1921 in Heidelberg) war ein deutscher Internist, Pathologe und Neurologe. Erb war Hochschullehrer und leistete wichtige Beiträge zur Entwicklung der modernen Neurologie.

## Leben
Das 1857 begonnene Studium der Medizin an den Universitäten Heidelberg und Erlangen beendete Erb 1861 in München mit dem ärztlichen Staatsexamen. Er assistierte zunächst am Münchner Pathologischen Institut und im Alter von 22 Jahren wurde er Assistent von Nicolaus Friedreich an der Medizinischen Universitätsklinik in Heidelberg, wo er 1864 mit der Arbeit über Physiologische und therapeutische Wirkungen der Pikrin-Säure promoviert wurde. Noch einmal beschäftigte ihn dieses Thema in seiner Habilitationsschrift, mit der er sich 1865 für Innere Medizin habilitierte. Im Jahr 1868 formulierte er die „Erbsche Entartungsreaktion“. Erb wurde 1869 zum außerordentlichen Professor der Medizinischen Klinik an der Universität Heidelberg ernannt. 
Im Jahr 1880 erhielt Wilhelm Erb eine Berufung als außerordentlicher Professor der speziellen Pathologie und Therapie und Direktor der Medizinischen Poliklinik nach Leipzig. Leipzig stellte zu dieser Zeit ein hervorgehobenes Zentrum der Neurowissenschaften dar und Erb konnte hier mit Ärzten und Wissenschaftlern wie Adolf von Strümpell, Julius Cohnheim, Karl Weigert, Paul Flechsig, Paul Julius Möbius oder Wilhelm His sen. zusammenarbeiten. Obwohl er sah, dass dies für ihn einen großen menschlichen und wissenschaftlichen Gewinn darstellte, verließ er zu Ostern 1883 Leipzig schweren Herzens wieder, denn seinem Wunsch, eine stationäre Neurologie aufbauen zu können, entsprachen die sächsischen Behörden nicht. Schließlich nahm er die Berufung als Direktor einer neu erbauten Medizinischen Klinik und ordentlicher Professor der Inneren Medizin zurück nach Heidelberg an. Hier blieb er bis zu seiner Emeritierung 1907.
Aus Anlass seines 80. Geburtstages veröffentlichte die Vossische Zeitung einen kurzen biografischen Abriss, unter Nennung einiger beruflichen Stationen und bedeutender Veröffentlichungen.

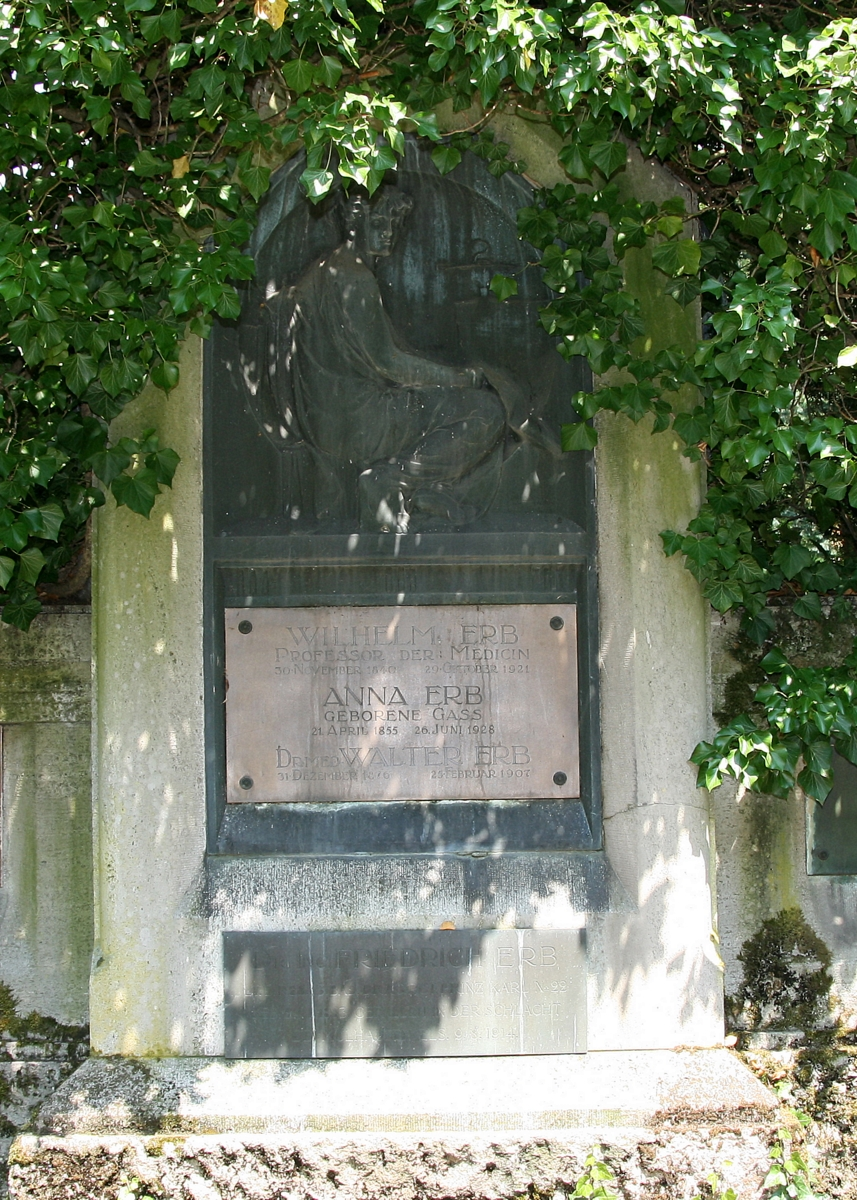
Grabmal von Wilhelm Erb auf dem Heidelberger Bergfriedhof

Wilhelm Erb fand seine letzte Ruhe auf dem Bergfriedhof (Heidelberg), wo er im Familiengrab beigesetzt wurde. Das Grabmal ist aus Muschelkalk gearbeitet und mit einem Bronzerelief im oberen Bereich der Stele geschmückt. Dort ist die Göttin der Heilkunst Hygieia, sitzend mit einer Schriftrolle in Händen, dargestellt. Im Bildhintergrund sind eine Schale und ein Äskulapstab zu sehen. Das Relief wurde von Eduard Beyer d. J. gearbeitet.

## Leistung
Durch seine Forderung 1905 bei der Eröffnungsrede anlässlich des Kongresses für Innere Medizin, „Die Nervenpathologie (Neurologie) nimmt einen ganzen Mann vollauf in Anspruch, wenn er sie wissenschaftlich fördern und sich in Unterricht und Praxis in befriedigender Weise betätigen will“, war Wilhelm Erb maßgeblich an der Gründung der Gesellschaft Deutscher Nervenärzte, der heutigen Deutschen Gesellschaft für Neurologie, 1907 beteiligt, deren erster Vorsitzender er wurde. Im Jahr 1908 fand die Tagung der Gesellschaft in Heidelberg statt. Erb referierte bei dieser Tagung über die Diagnose der Syphilis des Nervensystems und betonte die Wichtigkeit des sicheren Nachweises des syphilitischen Ursprungs, um die richtige Therapie anzuwenden.
Das wissenschaftliche Werk von Wilhelm Erb ist bei klinischer Breite mit Ausdehnung auf die gesamte Neurologie und Neuropathologie geprägt. Dabei beschäftigten ihn die Arbeiten über Klinik und Elektrophysiologie der Paralyse peripherer Nerven, Studien über Tabes dorsalis, über Pathologie und Klinik der Rückenmarkerkrankungen. Besonders intensiv widmete sich Erb dem genaueren Studium der Muskelatrophien. Das geschah in seinem großen Werk Dystrophia musculorum progressiva (1891), in dem er mehrere Formen identifizierte und sie, mit überzeugenden Gründen, von den spinalen Krankheiten abgrenzte. Wie Carl Westphal erkannte er, unabhängig von diesem, 1870 die diagnostische Bedeutung des Patellarreflexes, dessen Ausbleiben beide Forscher 1875 als Symptom der Tabes dorsali beschrieben, bei Erkrankungen des Nervensystems.
Als Nervenarzt hat Wilhelm Erb in der frühen Geschichte der Psychoanalyse durch seine Schrift Über die wachsende Nervosität unserer Zeit, die von Sigmund Freud in Die ‚kulturelle‘ Sexualmoral und die moderne Nervosität (1908) ausführlich zitiert wird, eine gewisse Bedeutung gehabt.
Innerhalb des akademischen Lehrbetriebes der Universitäten problematisierte Erb eine geistige Überarbeitung als krankmachende Schädlichkeit vor allem bei dem „jetzt häufig nachgefragten Lehrerinnenexamen“.
Am 7. September 1914 gehörte Wilhelm Erb zu den Unterzeichnern der Erklärung deutscher Universitätslehrer, in der auf alle englischen akademischen Auszeichnungen verzichtet wurde, mit der Begründung, dass England seit Jahren die „Völker gegen Deutschland aufwiegele“ und nun Deutschland den Krieg erklärt habe.

## Ehrungen und Posthumes
- 1887 wurde Wilhelm Erb in die Deutsche Akademie der Naturforscher Leopoldina gewählt.[12]
- Seit 1909 war Wilhelm Erb außerordentliches Mitglied der Heidelberger Akademie der Wissenschaften.[13]
- Die Deutsche Gesellschaft für Neurologie vergibt für hervorragende wissenschaftliche Arbeiten auf dem Gebiet der Neurologie die Wilhelm-Erb-Gedenkmedaille.
- Nach Wilhelm Erb ist in der Ludolf von Krehl Klinik (Medizinische Universitätsklinik Heidelberg) eine Patientenstation benannt.[14]
- Seit dem Umzug der Ludolf von Krehl Klinik (Medizinische Universitätsklinik Heidelberg) im Jahr 2004 in das Klinikgelände im Neuenheimer Feld erinnert eine Schautafel im Foyer an Wilhelm Erb.
- In Winnweiler (Wilhelm-Erb-Gymnasium) ist ein Gymnasium nach Wilhelm Erb benannt.

## Arbeiten von Wilhelm Erb (Auswahl)

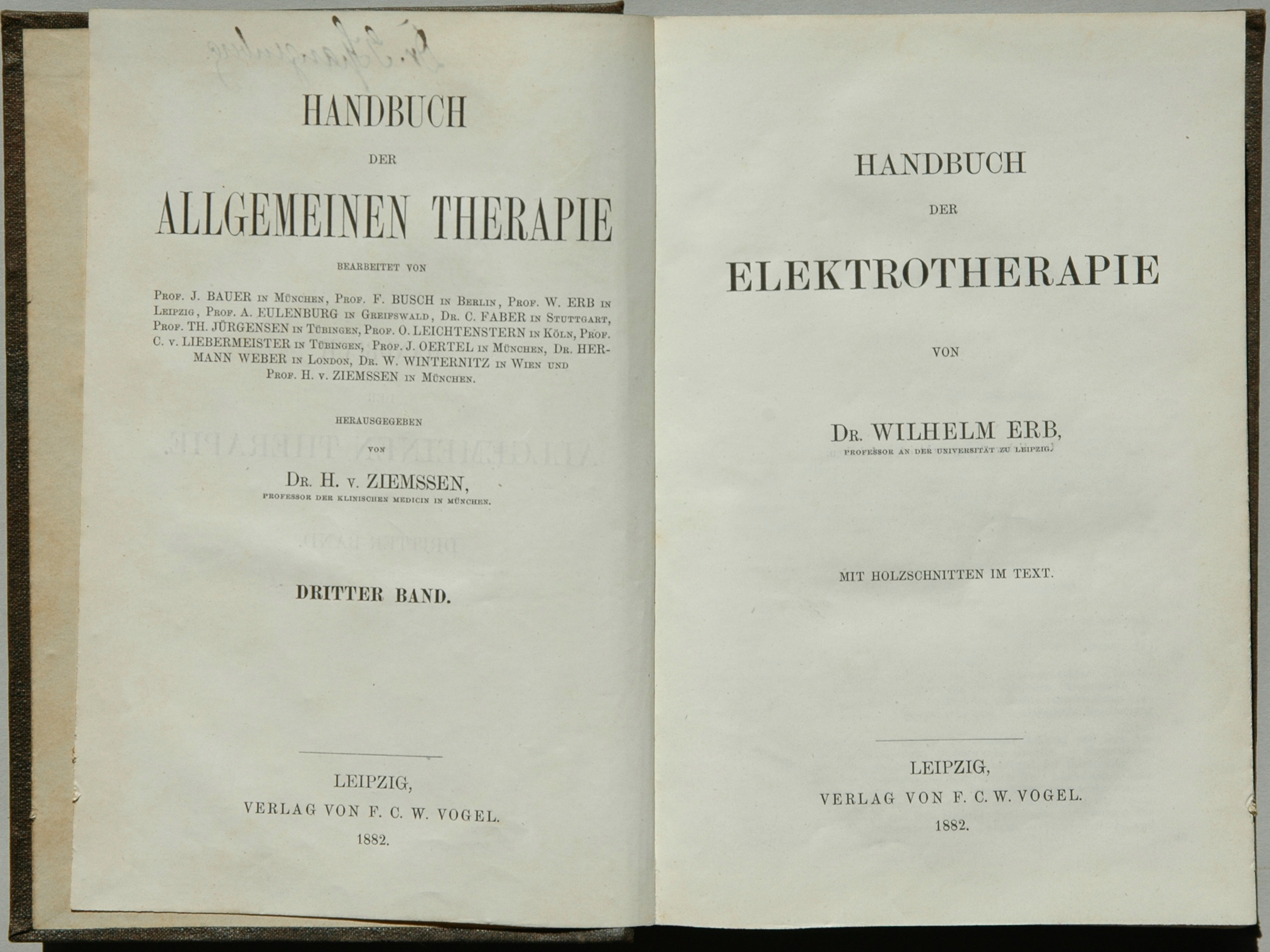
Erstdruck

- Zur Pathologie und pathologische Anatomie peripherischer Paralysen, 1867/1868.
- Ueber die Anwendung der Electricität in der inneren Medicin, Leipzig 1872.
- Handbuch der Krankheiten des Nervensystems, 2 Bände, Leipzig 1874 (Erste Fassung). (Digitalisat, Erste Hälfte: urn:nbn:de:bvb:12-bsb11189516-4)
- Spastische Spinalparalyse, 1875.
- Handbuch der Krankheiten des Nervensystems I. Die Krankheiten des Rückenmarks und verlängerten Marks, Leipzig 1876/78.
- Handbuch der Krankheiten des Nervensystems II. Die Krankheiten der peripheren-cerebrospinalen Nerven, Leipzig 1876/78 (Beide Handbücher erschienen im Rahmen der zwölfbändigen Reihe Handbuch der speciellen Pathologie und Therapie, hrsg. von Hugo von Ziemssen).
- Ueber die neuere Entwicklung der Nervenpathologie und ihre Bedeutung für den medicinischen Unterricht. Vortrag gehalten beim Antritt des Lehramtes an der Universität Leipzig am 16. Juni 1880, Leipzig 1880. (Digitalisat im Internet Archive)
- Handbuch der Elektrotherapie., F. C. W. Vogel, Leipzig 1882. (Digitalisat der 2. Auflage von 1886 im Internet Archive)
- Handbook of Electro-Therapeutics, übers. von L.Putzel, New York 1883. (Digitalisat im Internet Archive)
- Über die wachsende Nervosität unserer Zeit, Heidelberg 1893. (Digitalisat: urn:nbn:de:bsz:31-74296)
- Die beginnende Klärung unserer Anschauungen über den Begriff der Metasyphilis, Heidelberg 1913.

## Dazugehörige Eponyme
- Erb-Charcot-Krankheit (nach Erb und Jean-Martin Charcot), spastische Spinalparalyse
- Erbsche Krankheit oder Dystrophia musculorum progressiva
- Erb-Landouzy Syndrom, skapulohumerale Form der Dystrophia musculorum progressiva
- Erbscher Punkt, Auskultationspunkt des Herzens
- Erbsche Reaktion, myotone Reaktion
- Erb-Duchenne-Lähmung (nach Erb und Guillaume-Benjamin Duchenne), obere Armplexuslähmung[15]
- Erb-Oppenheim-Goldflam Syndrom, Myasthenia gravis pseudoparalytica[15]